# 吉田優也
吉田 優也（よしだ ゆうや、1989年4月28日 - ）は、東京都出身の日本の柔道選手。階級は90 kg級。身長は171 cm。血液型はA型。段位は四段。組み手は右組み。得意技は大内刈、大外刈、背負投、内股。現在は旭化成に所属。

## 人物
柔道は5歳の時に鈴木道場で始めた。東海大相模中学3年の時には全国中学校柔道大会 90kg級で優勝を果たした。東海大相模高校2年の時には全国高校選手権の決勝で国士舘高校と対戦すると、重量級の百瀬優に一本勝ちしてチームを優勝に導いた。3年の時には金鷲旗でも優勝を飾った。インターハイの団体戦では準決勝で百瀬に敗れてチームも3位にとどまり、高校3冠(全国高校選手権、金鷲旗、インターハイ)はならなかった。全日本ジュニアでは2位だった。
東海大学に進学後、1年の時に全日本ジュニアで優勝した。さらにシニアのグランプリ・ハンブルクやグランプリ・アブダビで2位に入るなどの実績を積み重ねた。2010年にはグランプリ・デュッセルドルフとグランプリ・ロッテルダムで優勝を果たした。また、全日本学生柔道優勝大会では4連覇に貢献することにもなった。
大学を卒業後、旭化成所属となると、2013年のワールドコンバットゲームズでは3戦3勝でチームの優勝に貢献した。2014年4月の体重別では決勝で大学の後輩となるベイカー茉秋から有効2つを取って優勝を果たした。7月のグランドスラム・チュメニでも優勝を飾った。9月のアジア大会では決勝でウズベキスタンのディルショド・チョリエフをGSに入ってから有効で破って優勝を果たした。4月の体重別では決勝でベイカーに技ありで敗れて世界選手権代表には選出されなかったが、世界団体のメンバーには選ばれた。5月のワールドマスターズでは2位だった。8月の世界団体では決勝で敗れたものの、チームは優勝を飾った。
2018年に旭化成柔道部コーチ、2019年に旭化成柔道部監督に就任。

## 戦績
- 2003年 - 全国中学校柔道大会　3位
- 2004年 - 全国中学校柔道大会　優勝
- 2007年 - 全国高校選手権　優勝
- 2007年 - 金鷲旗　優勝
- 2007年 - インターハイ　団体戦　3位
- 2007年 - 全日本ジュニア　2位
- 2008年～2011年 - 全日本学生柔道優勝大会　4連覇
- 2008年 - アジアジュニア　優勝
- 2008年 - 全日本ジュニア　優勝
- 2009年 - グランプリ・ハンブルク　2位
- 2009年 - グランプリ・アブダビ　2位
- 2009年 - グランドスラム・東京　3位
- 2010年 - グランプリ・デュッセルドルフ　優勝
- 2010年 - グランプリ・ロッテルダム　優勝
- 2011年 - 学生体重別　3位
- 2011年 - 学生団体体重別　優勝
- 2011年 - 講道館杯　3位
- 2012年 - ワールドカップ・オーバーヴァルト　5位
- 2012年 - 体重別　3位
- 2012年 - 実業団体 優勝
- 2012年 - ワールドカップ・タシュケント　優勝
- 2013年 - 体重別　2位
- 2013年 - 実業団体 優勝
- 2013年 - ワールドコンバットゲームズ　団体戦　優勝
- 2014年 - 体重別　優勝
- 2014年 - 実業団体 優勝
- 2014年 - グランドスラム・チュメニ 優勝
- 2014年 - アジア大会　個人戦 優勝　団体戦　3位
- 2015年 - 体重別　2位
- 2015年 - ワールドマスターズ　2位
- 2015年 - 実業団体 優勝
- 2015年 - 世界団体　優勝
- 2015年 - グランドスラム・東京　7位
- 2017年 - 実業個人選手権　2位

(出典、JudoInside.com)